# شهرستان رواندز
شهرستان رواندز (به کوردی: ڕەواندز) یک منطقهٔ مسکونی در کردستان عراق است که در استان اربیل واقع شده‌است.